# Folklustspel
Folklustspel kallas en viss form av teater eller film. Formen betraktas ofta som folklig och som en del av populärkulturen, och inte som finkultur. Genren hade sin storhetstid under sent 1800-tal och tidigt 1900-tal, varför miljöerna ofta är hämtade från tidens typiska arbetar- och allmogeplatser. Efter att filmen gjort sitt inträde filmatiserades en hel del folklustspel från teaterområdet. Även om genren dalade i popularitet en bit in på 1900-talet så har försök gjorts att återuppliva den under senare år. Pildammsteatern i Malmö startade exempelvis i syfte att bevara traditionen från de svenska folk- och lustspelen och uppför både äldre pjäser och nyskrivna stycken av bland andra Max Lundgren och Bo Sköld. Andra friluftsteatrar som förknippas med genren är Fredriksdalsteatern i Helsingborg,  Vallarnas friluftsteater i Falkenberg och Augustendalsteatern. Några andra exempel på författare av folklustspel är John Wigforss, Oscar Wennersten och Krister Classon.
En typ av folklustspel är så kallad buskis, vilket är en förkortning för buskteater som anknyter till äldre tiders folklustspel på friluftsteatrar.

## Urval av svenska buskis/ folklustspel
- Bröderna Östermans huskors
- Sten Stensson Steen från Eslöv
- Virus i bataljonen
- Hemvärn och påssjuka
- Hemvärnets glada dagar
- Fars lille påg
- Hemlighuset
- Den jäktade
- Ta mej! Jag är din!
- Oskulden från Mölle
- Bröstsim & gubbsjuka
- Kuta och kör

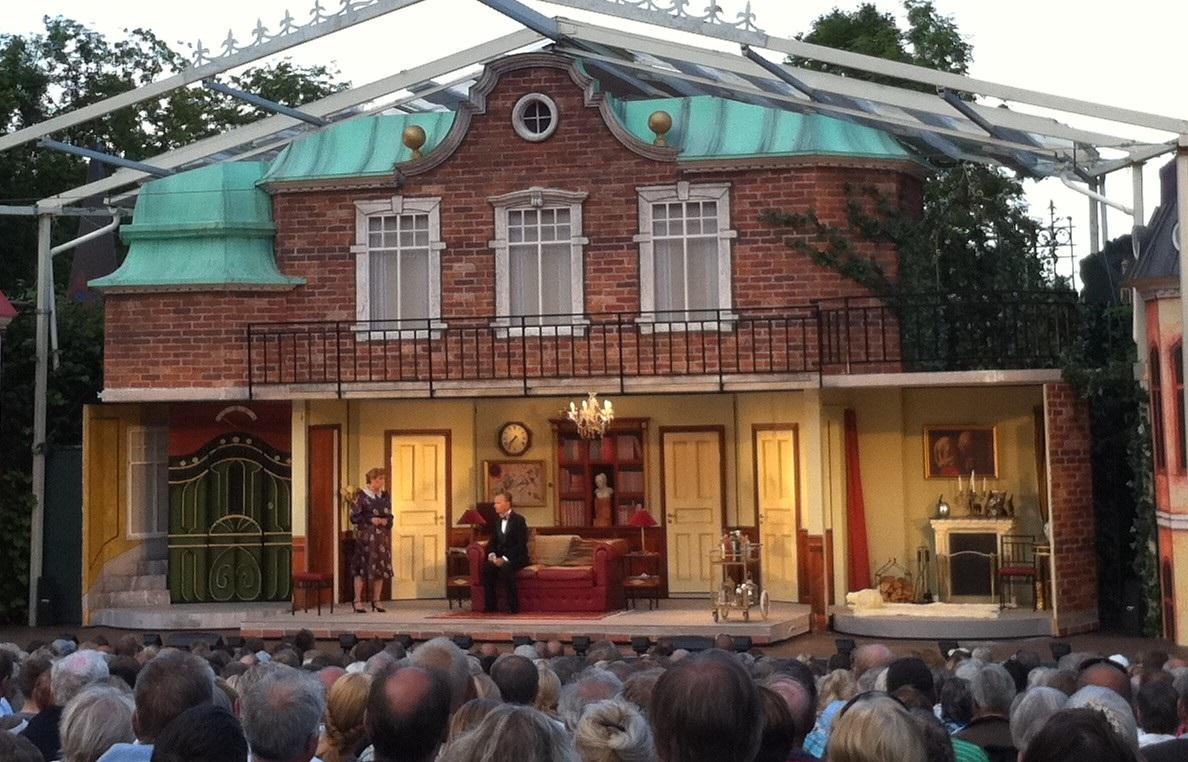
Eva Rydberg och Johan Ulveson i Gröna hissen på Fredriksdalsteatern, 2010.

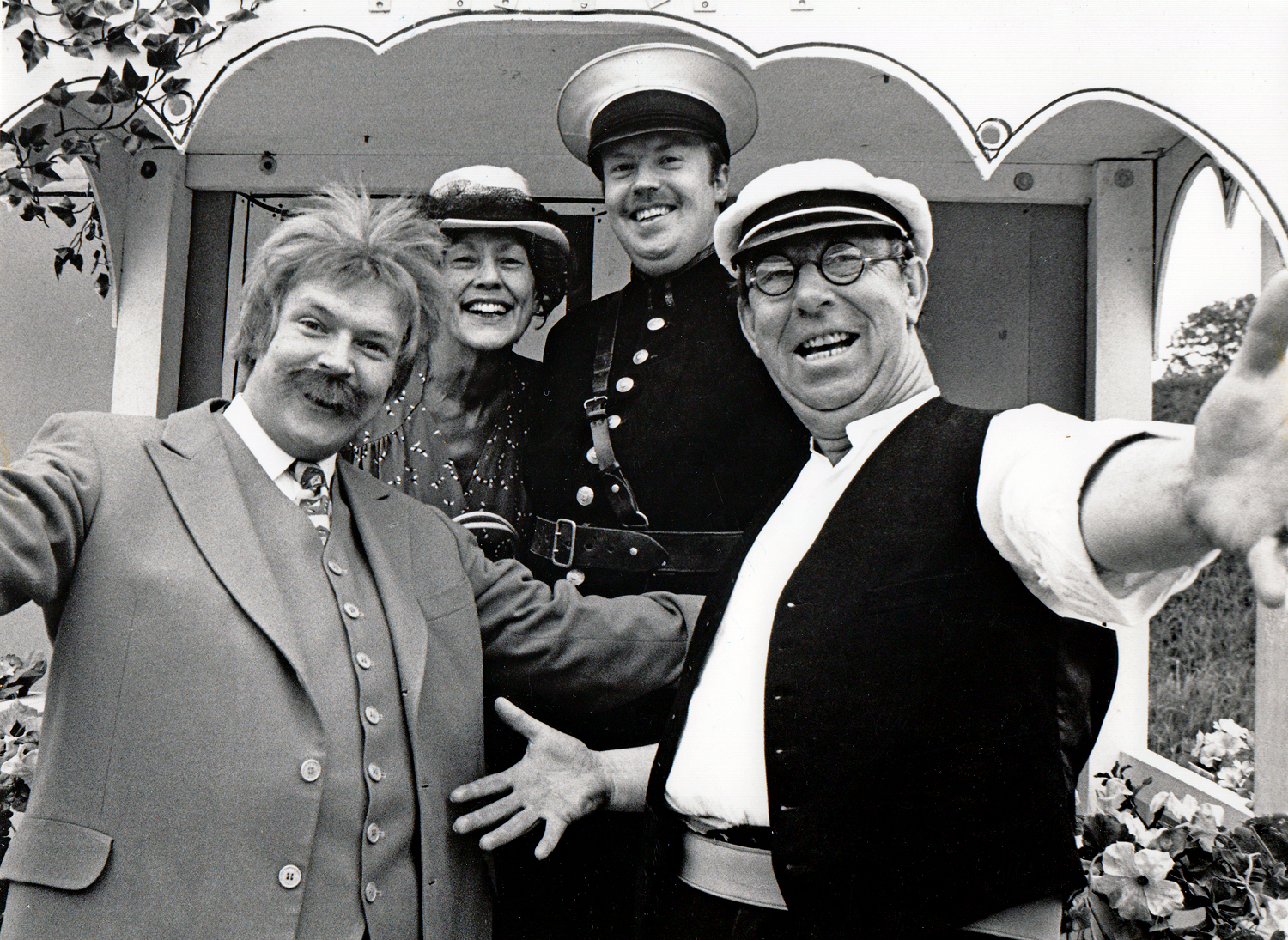
Anders Aldgård tv och Fredy Jönsson th i ett folklustspel på Pildammsteatern i Malmö 1988.

- Gröna hissen (Fair and Warmer), en amerikansk pjäs (fars) skriven år 1915 av Avery Hopwood.
- Spanska flugan (Die spanische Fliege), en tysk fars av Franz Arnold och Ernst Bach.

Några ytterligare exempel på klassiska folklustspel är F.A. Dahlgrens Värmlänningarna från 1846, som filmatiserades bland annat 1921 och 1957, Frans Hodells Andersson, Pettersson och Lundström från 1866 och Gideon Wahlbergs Söderkåkar från 1930, som filmatiserades 1932 och gjordes om till TV-serie 1970, samt Skärgårdsflirt från 1917, som filmatiserades 1935.

## Kända personer i folklustspel/teater i Sverige
- Julia Cæsar
- Sigge Fischer
- Rut Holm
- Nils Poppe
- Bo Lindström
- Brita Billsten
- Olof Lundström Orloff
- Eva Rydberg
- Sten-Åke Cederhök
- Rulle Lövgren
- Stefan & Krister
- Jojje Jönsson
- Siw Carlsson
- Annika Andersson
- Lars Brandeby
- Robert Gustavsson
- Fredy Jönsson
- Anders Aldgård
- Magnus & Brasse
- Jojje Jönsson
- Susanne Reuter
- Hasse och Tage (Hasse Alfredson och Tage Danielsson)